# Petäjäsaari (ö i Finland, Norra Savolax, Norra Savolax, lat 63,48, long 27,98)
Petäjäsaari är en ö i Finland. Den ligger i sjön Korpinen och Aluslampi och i kommunen Lapinlax i den ekonomiska regionen  Övre Savolax ekonomiska region  och landskapet Norra Savolax, i den centrala delen av landet, 400 km norr om huvudstaden Helsingfors. Öns area är 0,2 hektar och dess största längd är 60 meter i nord-sydlig riktning.